# Hällomsberget

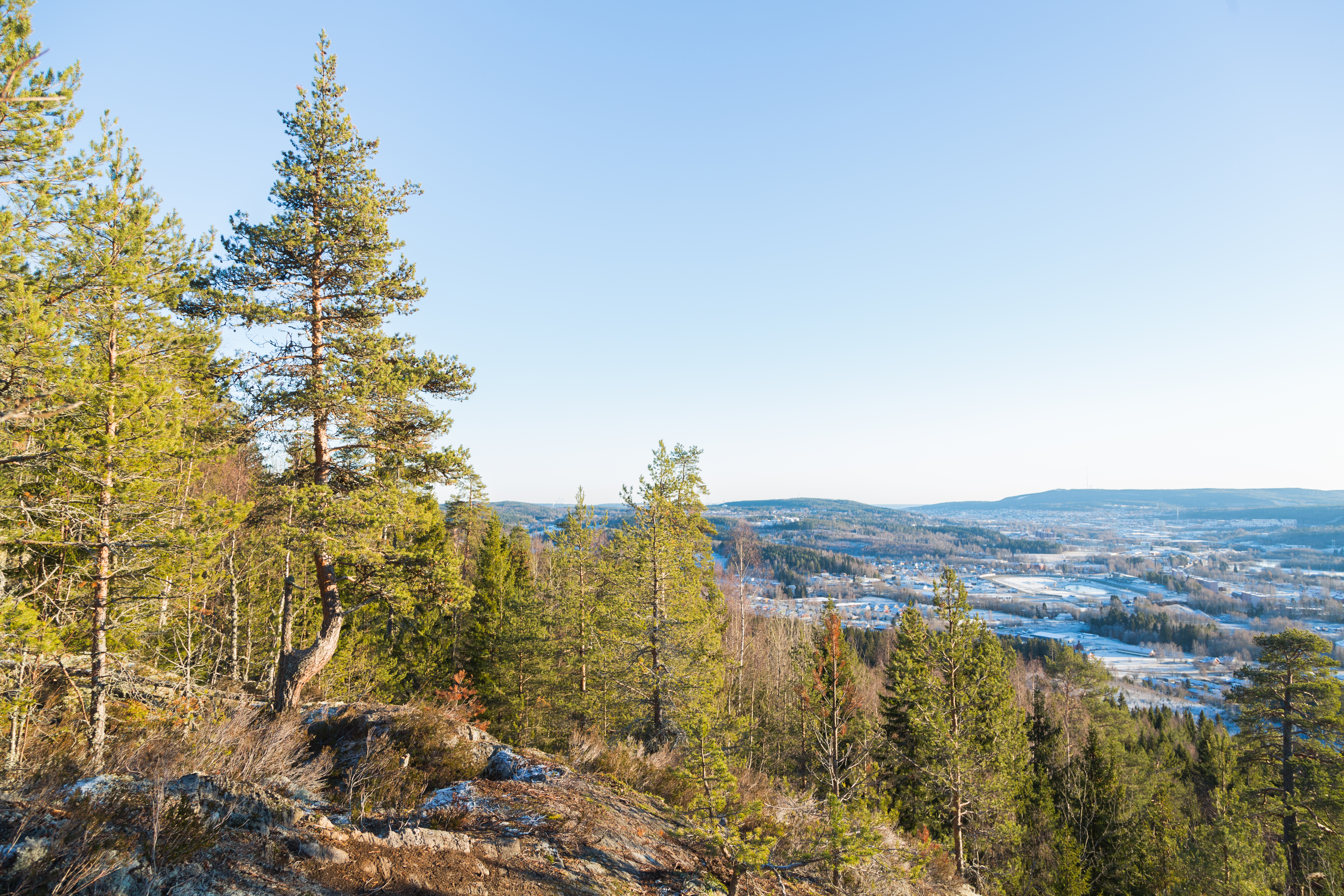
Vy över Bergsåker och Selångerdalen. I fjärran skymtar man de södra delarna av Sundsvall.

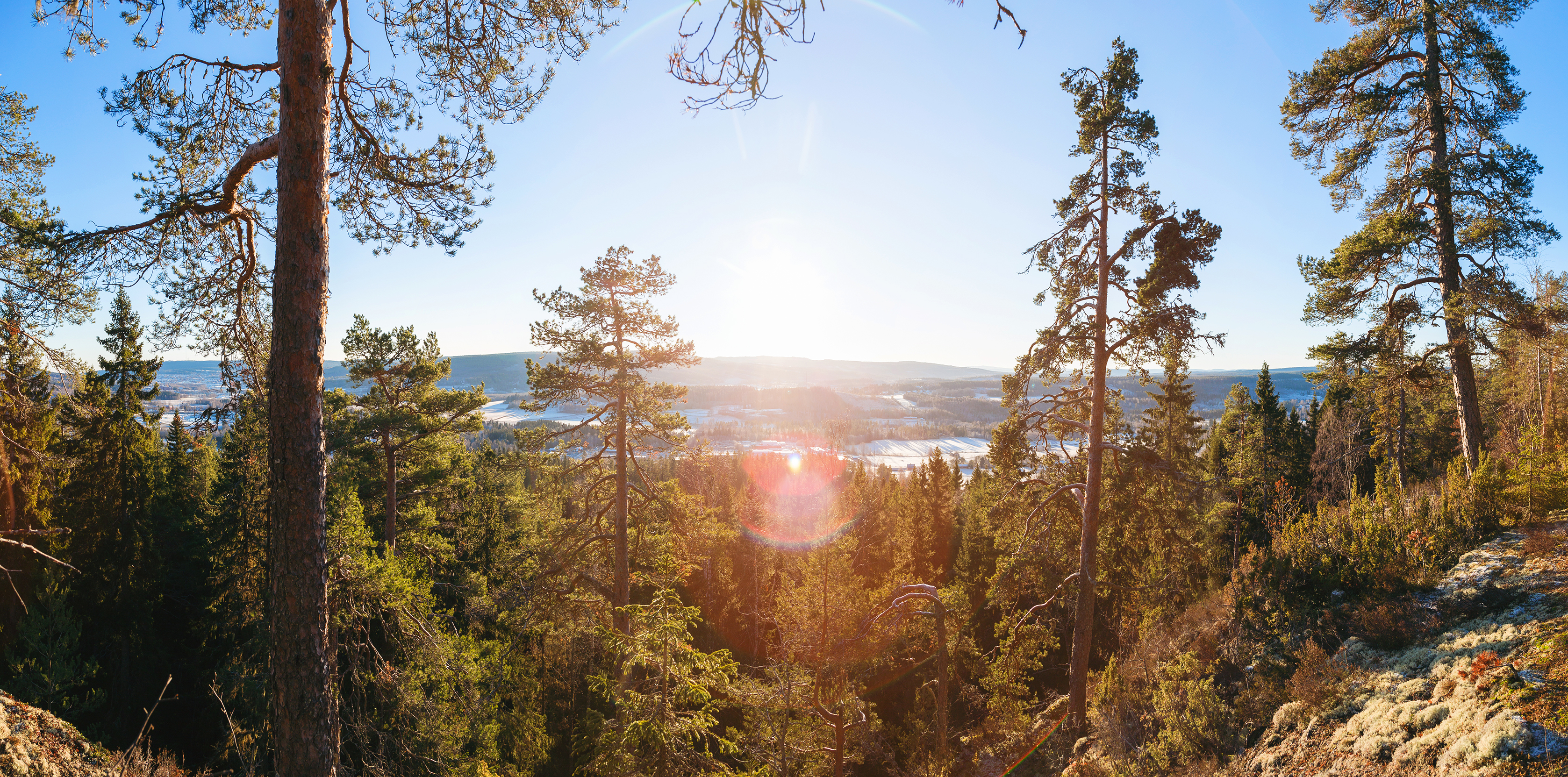
Vy mot sydväst.

Hällomsberget är ett berg i Västernorrlands län. Bergets höjd är cirka 230 m ö.h. och ligger 8 km från Sundsvall. Små stigar leder upp till toppen, varifrån man har utsikt över omkringliggande landskapet, inklusive Selångerdalen och Bergsåker.